# Albergotti
Albergotti è una illustre famiglia italiana, tuttora fiorente e divisa in un ramo marchionale e in uno baronale.

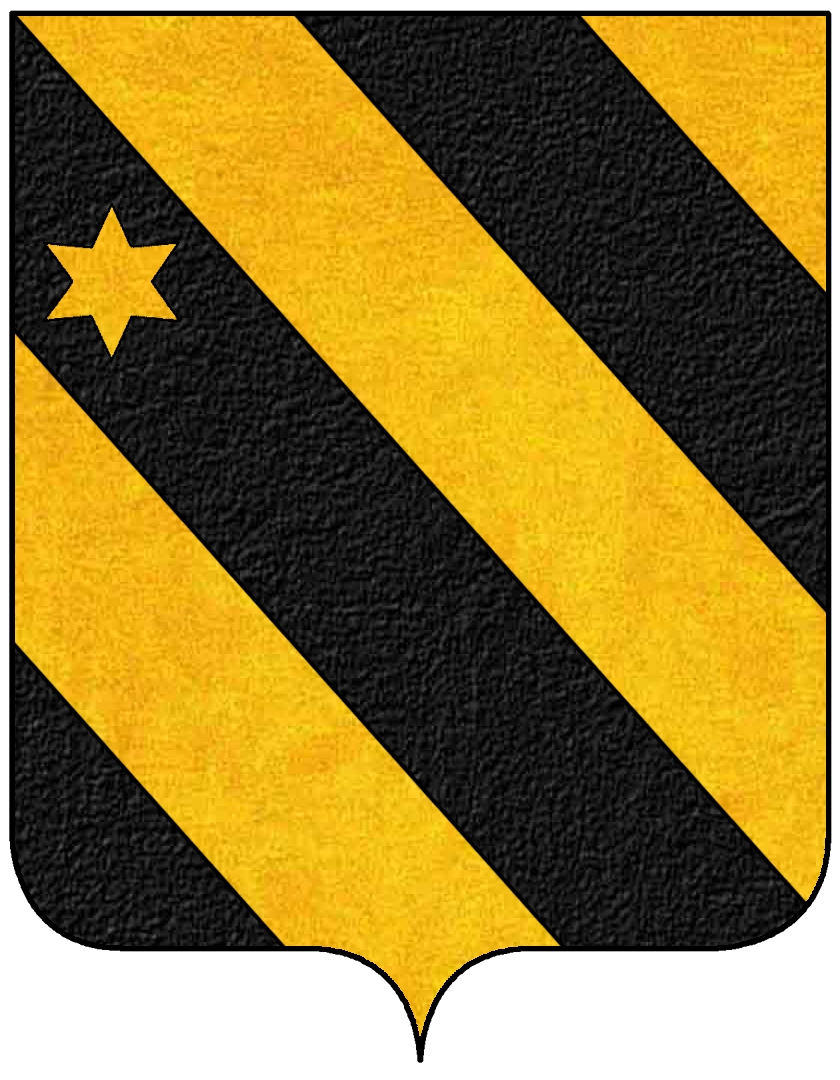
Stemma Albergotti

Può forse essere considerata la più grande famiglia aretina per il ruolo avuto nella vita politica, religiosa e militare della città. Insieme ai Bostoli e ai Camajani, gli Albergotti si posero a capo della fazione guelfa, mentre altre grandi famiglie di origine feudale, tra cui gli Ubertini (vedi Guglielmino degli Ubertini) e i Tarlati (vedi Guido Tarlati), sostenevano la parte ghibellina.

## Origini ed esponenti illustri
Antichissima famiglia di origine germanica, si stabilì ad Arezzo con Tebaldo Albergotti, primo personaggio della famiglia storicamente attestato (anno 870). In seguito gli Albergotti divennero signori di numerosi castelli, tra cui quelli di Toppole in Casentino, di Argiano e di Castelnuovo, mentre numerosi sono i dottori, i giudici e i consiglieri della Repubblica che provennero da questa famiglia.
Gli Albergotti hanno dato ad Arezzo tre vescovi. Il primo fu Giovanni I (1371-1375), che monsignor Tafi descrive geniale, dotato di grandi capacità politiche, militari e organizzative, impegnato al servizio del Papa in numerose missioni fuori della diocesi, a Milano, Padova, Bologna e in Piemonte. Fu poi la volta di Giovanni II (1375-1390), nipote del precedente, che osteggiò il partito guelfo, ormai troppo legato a Firenze, e tentò di impadronirsi del governo della città (agosto 1376). Dovette rifugiarsi presso i Tarlati, tradizionali nemici di famiglia, per sfuggire all'ira dei guelfi, che avevano incendiato il palazzo vescovile. Questa "protezione-prigionia" (come l'ha definita Tafi) presso i Tarlati durò otto anni, fino al 1384, anno terribile per la città di Arezzo, che fu venduta a Firenze da Enguerrand de Coucy, dopo i due saccheggi operati da capitani di ventura nel 1381 e nel 1382. Il terzo vescovo fu Agostino (1802-1825).
Tra gli altri illustri membri della famiglia si ricordano il giureconsulto Francesco, vissuto nel XIV secolo, il generale Francesco Albergotti, che servì nell'esercito di Luigi XIV, e il marchese Giovanni Battista, attivo durante il Viva Maria, membro del governo militare in qualità di maggiore della Piazza.

## Palazzi e altre testimonianze
La famiglia Albergotti ha posseduto numerosi palazzi all'interno della città di Arezzo, in particolare il Palazzo Albergotti, detto anche Palazzo delle Statue, che fu per un breve periodo residenza del Granduca di Toscana. L'unica parte visitabile di questo palazzo è il giardino interno, in quanto il palazzo è oggi sede della Soprintendenza per i beni ambientali, architettonici, artistici e storici.
Di grande interesse storico è l'archivio della famiglia Albergotti, in parte conservato presso l'Archivio di Stato di Arezzo.

## Stemma
"Bandato d'oro e di nero; la seconda banda caricata nel capo di una stella di sei raggi d'oro" (G. B. di Crollalanza).